# Pîrki, Zinkiv
Pîrki (în ucraineană Пірки) este un sat în comuna Tarasivka din raionul Zinkiv, regiunea Poltava, Ucraina. În secolul al XIX-lea, satul făcea parte din volostul Komîși, uezdul Zinkiv.

## Demografie
Componența lingvistică a localității Pîrki
     Ucraineană (98,86%)
     Rusă (1,14%)
Conform recensământului din 2001, majoritatea populației localității Pîrki era vorbitoare de ucraineană (98,86%), existând în minoritate și vorbitori de rusă (1,14%).